# Assemblée de la Foi
L'Assemblée de la Foi (en hongrois : Hit Gyülekezete, en anglais : Faith Church) est une association chrétienne évangélique d'églises charismatiques hongroise fondée par Sándor Németh en 1979. Son siège est une megachurch basée à Budapest, avec 30 000 personnes.

## Histoire
L'Assemblée est fondée en 1979 à Budaörs par cinq personnes issues des groupes charismatiques catholiques, dont Sándor Németh et sa femme Judit. Le groupe est très influencé par l'enseignement du prédicateur évangélique américain Derek Prince. Persécuté par le régime communiste, il se rapproche des dissidents et participe à la fondation de l'Alliance des démocrates libres (SzDSz) en 1988. 
Comptant déjà environ 2 000 membres, l'Assemblée obtient le statut d'Église à la faveur de la nouvelle loi sur les Églises de 1990. L'un des membres dirigeants de l'Assemblée, Péter Hack, est alors vice-président du groupe parlementaire SzDSz. Après de grands rassemblements à Budapest en lien avec les églises néo-pentecôtistes américaines, l'Assemblée ouvre son propre centre, le Hit Csarnok (la « Halle de la Foi »), en 1998. C'est l'année où une crise interne secoue le mouvement : certains membres, en désaccord avec les pratiques de Sándor Németh, partent fonder l'Assemblée autonome de Budapest (Budapesti Autonóm Gyülekezet). 
L'Assemblée est également mal vue du gouvernement de Viktor Orbán qui lance des enquêtes fiscales à son encontre. Németh réplique par une offensive dans les médias : il lance l'hebdomadaire Hetek (« Semaines ») et rachète en 2001 la majorité du capital de la chaine de télévision par câble ATV. Cela lui permet d'accroitre sa visibilité grâce à l'émission hebdomadaire Vidám Vasárnap (« Joyeux Dimanche »). Dans les années 2000, l'Assemblée s'éloigne peu à peu du SzDSz en sérieuse perte de vitesse, et réussit même en 2011 à intégrer la liste très restreinte des quatorze Églises reconnues par la nouvelle loi sur les églises conçue par le gouvernement Fidesz-KDNP de Viktor Orbán, revenu au pouvoir en 2010.
Mal vue du régime communiste, elle a participé aux cercles dissidents, a été longtemps proche de l'Alliance des démocrates libres (SzDSz) et a vu son existence officiellement reconnue par la nouvelle loi sur les églises en vigueur depuis 2012.
En 2008, Faith Church à Budapest comptait 30 000 fidèles dans son bâtiment de 5 000 sièges .
Selon un recensement de l’association d’églises, en 2016 elle compterait 300 églises et 70 000 membres,.

## Croyances
L'association a une confession de foi charismatique ,.